# Conferința de la Constantinopol
Conferința de la Constantinopol din 1876-1877 (în turcă Tersane Konferansı, „Conferința din Șantierul Naval”, după locul desfășurării, Tersane Sarayı, „Palatul Șantierului Naval”) a Marilor Puteri (Regatul Unit, Rusia, Franța, Germania, Austro-Ungaria și Italia), a avut loc la Constantinopol (astăzi, Istanbul) în perioada 23 decembrie 1876–20 ianuarie 1877. De la începutul Răscoalei din Herțegovina în 1875 și  Răscoala Bulgară din Aprilie 1876, Marile Puteri au convenit asupra unui proiect de reforme politice, atât în Bosnia cât și în celelalte teritorii otomane cu majoritate bulgărească.

## Participanții

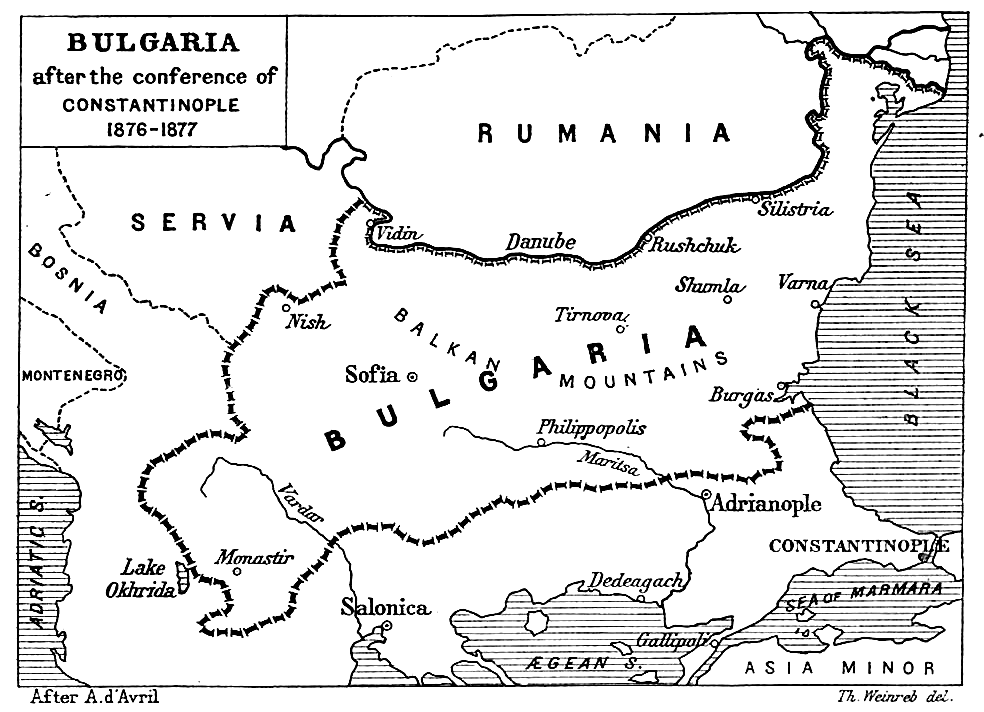
Bulgaria potrivit Conferinței de la Constantinopol

Marile Puteri au fost reprezentate la conferință, respectiv, prin:
- Regatul unit al Marii Britanii și Irlandei:

Lordul Salisbury și Sir Henry Elliot⁠(d);
- Imperiul Rus:

Contele Nikolai Ignatiev⁠(d) (scris la acea vreme Nicolai Ignatieff);
- Republica Franceză:

Contele Jean-Baptiste de Chaudordy și contele François de Bourgoing;
- Imperiul German:

Baronul Karl von Werther;
- Austro-Ungaria:

Baronul Heinrich von Calice și contele Ferenc Zichy⁠(d);
- Regatul Italiei:

Contele Luigi (Lodovico) Corti⁠(d).
Dintre aceștia, Lordul Salisbury, contele de Chaudordy și baronul von Calice erau ambasadori plenipotențiari la conferință, în timp ce contele Ignatiev, Sir Henry Elliot, contele de Bourgoing, baronul von Werther, contele Zichy și contele Corti erau ambasadori rezidenți ai țărilor lor la Constantinopol.
Consul general american la Constantinopol, Eugene Schuyler, a avut și el un rol activ în elaborarea deciziilor conferinței.
Imperiul Otoman a fost reprezentat la conferință de către:
Midhat Paşa⁠(d), Saffet Paşa⁠(d) și Edhem Paşa⁠(d).
Midhat Paşa era Mare Vizir (prim-ministru), și Saffet Paşa, ministrul de externe al Imperiului Otoman. Deși reprezentanții otomani au participat la reuniunile plenare ale conferinței, ei nu au fost invitați la ședințe de lucru la care Marile Puteri au luat hotărârile.
Lordul Salisbury și contele Ignatiev au jucat rolul de lideri în acest proces. Ignatiev încerca să risipească îndoielile britanice despre rolul de protector al slavilor ortodocși pe care și-l asuma Rusia, în realitate doar o mască sub care Imperiul Țarist încerca să cucerească strâmtorile Mării Negre⁠(d) și Constantinopol însuși și, astfel – cum se temea prim-ministrul Disraeli – să amenințe rutele mediteraneene potențial vitale către India Britanică⁠(d). Din partea lui, Salisbury vedea conferința ca pe o oportunitate promițătoare pentru stabilirea unei înțelegeri cuprinzătoare cu Rusia pe temele ambițiilor lor teritoriale contradictorii în Asia Centrală.

## Hotărâri

### Bosnia
Conferința a avut în vedere crearea unei provincii autonome, cuprinzând Bosnia și cea mai mare parte din Herțegovina, în timp ce partea de sud a acesteia urma să fie cedată Principatului Muntenegru. 

### Bulgaria
Marile Puteri au convenit asupra unei autonomii substanțiale a bulgarilor sub forma a două noi provincii otomane (vilayete) înființate în acest scop: una estică, cu capitala la Tărnovo, și una vestică, cu capitala la Sofia.
Conferința a stabilit că, la sfârșitul secolului al 19-lea, teritoriile locuite de etnicii bulgari în cadrul Imperiului Otoman se întindeau până la Tulcea și în Delta Dunării la nord-est, la Ohrid și Kastoria în sud-vest, Kirklareli și Edirne în sud-est, și Leskovac și Niş în nord-vest. Aceste teritorii urmau să fie încorporate în două provincii autonome bulgărești, după cum urmează:
- Provincia autonomă bulgărească răsăriteană, inclusiv sangeacurile otomane – al doilea nivel administrativ-teritorial – Tırnova, Rusçuk, Tulcea, Varna, Sliven, Filibe (cu excepția kazalelor – al treilea nivel de diviziune administrativă – Sultaneri și Ahıçelebi), și o parte din sangeacul Edirne, inclusiv kazalele Kırkkilise, Mustafapaşa și Kızılağaç.[8][9]
- Provincia autonomă bulgărească apuseană, inclusiv sangeacurile Sofia, Vidin, Niș, Üsküp, Manastır (cu excepția kazalelor Debre și Korca), kazalele Nevrokop, Menlik și Demirhisar⁠(d) din sangeacul Serez, și kazalele Ustrumca, Köprülü, Tikveş⁠(d) și Kesriye.[8][9]

Marile Puteri au elaborat în detaliu aranjamentele constituționale, legislative⁠(d), executive, de apărare și de aplicare a legii⁠(d), sistemul administrativ⁠(d) cantonal, sistemul de impozitare, supraveghere internațională etc. pentru provinciile autonome propuse.

## Finalizarea
Deciziile convenite de cele șase Mari Puteri au fost înmânate oficial guvernului otoman pe 23 decembrie 1876, respingând sugestiile otomanilor cum că misiunea Conferinței ar fi fost îndeplinită de o nouă Constituție Otomană⁠(d) aprobată de către sultanul Abdul Hamid al II-lea în aceeași zi. În următoarele ședințe plenare ale conferinței, Imperiul Otoman a înaintat obiecții și alternative de propuneri de reformă care au fost respinse de Marile Puteri, și încercările de a reduce dezacordurile nu au reușit. În cele din urmă, pe 18 ianuarie 1877, marele vizir Midhat Pașa⁠(d) a anunțat refuzul definitiv al Imperiului Otoman de a accepta deciziile conferinței.

## Urmările
Respingerea de către Guvernul Otoman a deciziilor de la Conferința de la Constantinopol a declanșat Războiul Ruso-Turc din 1877-1878, în care, în același timp, Imperiul Otoman a fost privat de sprijinul occidental – spre deosebire de anteriorul Război al Crimeei din 1853-1856.
Vârful Țarigrad⁠(d) din Munții Imeon⁠(d) de pe Insula Smith⁠(d) din Insulele Shetland de Sud⁠(d), Antarctica este denumită după această conferință („Țarigrad” fiind un vechi nume bulgăresc al Constantinopolului).